# 罗兰迪亚
罗兰迪亚是巴西巴拉那州的一个市镇。总面积460.153平方公里，总人口55750人，人口密度121.2人/平方公里。